# Sabanillas de Acosta
Sabanillas es el quinto distrito del cantón de Acosta, en la provincia de San José, de Costa Rica.

## Ubicación
Se ubica en el sur del cantón, limita al norte con los distritos de Cangrejal y Guaitil, al oeste con el cantón de Puriscal, al sur con el cantón de Parrita y al este con el cantón de Aserrí.

## Geografía
Sabanillas cuenta con un área de 177,36 km² y una altitud media de 1122 m s. n. m.
El distrito se caracteriza por sus amplias llanuras colindantes con el cantón de Parrita, que dan amplias vistas al Océano Pacífico costarricense desde las montañas del distrito.

## Demografía
Para el año 2022, Sabanillas cuenta con una población estimada de 1702 habitantes, y para el último censo efectuado, en 2011, Sabanillas contaba con una población de 2331 habitantes.

## Localidades
- Poblados: Alto Parritón, Bajo Palma, Bajo Pérez, Bijagual, Breñón, Caspirola, Colorado, Cuesta Aguacate, Limas, Parritón, Plomo, Sabanas, San Jerónimo, Soledad, Téruel, Tiquiritos, Uruca, Zoncuano.

## Transporte

### Carreteras
Al distrito lo atraviesan las siguientes rutas nacionales de carretera:
- Ruta nacional 301

## Concejo de distrito
El concejo de distrito de Sabanillas vigila la actividad municipal y colabora con los respectivos distritos de su cantón. También está llamado a canalizar las necesidades y los intereses del distrito, por medio de la presentación de proyectos específicos ante el Concejo Municipal. El presidente del concejo del distrito es el síndico propietario del partido Acción Ciudadana, Jansi Alberto Fernández Aguilar.
El concejo del distrito se integra por:
| #                       | Partido                         | Nombre                           |
| Síndico propietario     | Síndico propietario             | Síndico propietario              |
| ----------------------- | ------------------------------- | -------------------------------- |
| 1                       | Partido Acción Ciudadana        | Jansi Alberto Fernández Aguilar  |
| Síndico suplente        |                                 |                                  |
| 2                       | Partido Acción Ciudadana        | Alba Vargas Sánchez              |
| Concejales propietarios |                                 |                                  |
| 3                       | Partido Acción Ciudadana        | Zulema Parra Mora                |
| 4                       | Partido Acción Ciudadana        | Nelson Mora Astúa                |
| 5                       | Partido Unidad Social Cristiana | José Picado Camacho              |
| 6                       | Partido Unidad Social Cristiana | Keilyn Prado Cascante            |
| Concejales suplentes    |                                 |                                  |
| 7                       | Partido Acción Ciudadana        | Adolfo Godínez Cascante          |
| 8                       | Partido Acción Ciudadana        | Jennifer Maritza Prado Prado     |
| 9                       | Partido Unidad Social Cristiana | María Isabel Fernández Delgado   |
| 10                      | Partido Unidad Social Cristiana | Juan Carlos Rodríguez Chinchilla |